# 334-я стрелковая дивизия
334-я стрелковая Витебская ордена Суворова дивизия — воинское соединение Вооружённых Сил СССР в Великой Отечественной войне. Период боевых действий: с 9 декабря 1941 года по 9 мая 1945 года.

## История
334-я стрелковая дивизия сформирована в ноябре 1941 года в Казани Приволжского военного округа. Начала формироваться по Постановлению ГКО № 459 от 09.08.41.
Дивизия была сформирована в Татарстане осенью 1941 года. Возглавил её Н. М. Мищенко, начальником штаба стал Ю. З. Новиков, комиссаром — Ф. Л. Уваров, политотдел — В. Я. Москвин. Дивизия вошла в состав 24-й армии Московской зоны обороны (в районе Подольска).
Доформирована под г. Семёнов — с. Ковернино Горьковской (Нижегородской) обл. Пополнение прибыло из 30 запасной стр.бригады (из Гороховецких лагерей). Основная масса прибывшего пополнения была мобилизована из Ярославской, Ивановской, Горьковской и частично из Московской и др. областей.
С ноября по декабрь 1941 года Резерв ставки ВГК в битве за Москву.
Январь 1942 года Северо-Западный фронт. Участие в успешной и потому столь дорогой для начала 1942 года Торопецко-Холмской операции Северо-Западного фронта.
23-25 января 1942 г. 334 дивизией освобождён посёлок Нелидово (ныне город) и тем перерезана железнодорожная магистраль, снабжавшая Ржевскую группировку противника.
С февраля 1942 по октябрь 1943 в составе Калининского фронта, вела бои под Велижем.
31.07.42 Ставка Верховного Главнокомандующего приказала командующему войсками Северо-Западного фронта вывести к 12.08.1942 в резерв Калининского фронта для восстановления и доукомплектования в район Вышнего Волочка.
С ноября 1943 по декабрь 1944 в составе 1-го Прибалтийского фронта участвовала в операции «Багратион» (Витебско-Оршанская операция), освобождала Белоруссию, в боях за освобождение города Витебска удостоена почётного наименования «Витебская». При форсировании реки Западная Двина воины дивизии проявили массовый героизм. Многие были удостоены звания Герой Советского Союза.
Июль-ноябрь 1944 — 334-я стрелковая дивизия участвовала в освобождение Прибалтики (Шауляйская операция), на территории Латвийской Республике и дивизия вела боевые действия в районах Лигуны, Дукшты (Дукштас), м. Салакас, Варбеди, м. Бэнэ, Вайнёде, Смилтэниэки.
16 августа 1944 года дивизия форсировала р. Мемеле (Мужа) — сев-зап. Биржая, овладела Варбеди (12 километров юго-западнее Скайсткалне) и вела бой за Орини. За форсирование р. Мемеле воины дивизии были представлены к званию Героев Советского Союза.
Октябрь 1944 дивизия участвовала в блестящей Мемельской операции советских войск, обеспечивая крайне тяжёлый северный фас наступления.
Октябрь-ноябрь 1944 года — дивизия вела тяжёлые бои против отрезанной Курляндской группировки противника.
С января по май 1945 года, в составе 3-го Белорусского фронта, вела боевые действия в Восточной Пруссии.
С 22 марта 1945 года по 09 мая 1945 года принимала участие в Земландской операции севернее Кенигсберга.
Расформирована в феврале 1946 года в Ставропольском военном округе в составе 60-го стрелкового корпуса.

## Состав
- 1122-й стрелковый полк
- 1124-й стрелковый полк
- 1126-й стрелковый полк
- 908-й артиллерийский полк
- 280-й отдельный истребительно-противотанковый дивизион
- 407-я отдельная разведывательная рота
- 477-й отдельный сапёрный батальон
- 796-й отдельный батальон связи (274-я отдельная рота связи)
- 430-й отдельный медико-санитарный батальон
- 423-я отдельная рота химической защиты
- 460-я автотранспортная рота
- 199-я полевая хлебопекарня
- 768-й дивизионный ветеринарный лазарет
- 48-я полевая почтовая станция
- 775-я полевая касса Государственного банка

## Подчинение[6]
| Дата            | Фронт (округ)                                    | Армия                 | Корпус                 |
| --------------- | ------------------------------------------------ | --------------------- | ---------------------- |
| 01.09.1941 года | Приволжский военный округ                        |                       |                        |
| 01.11.1941 года | Резерв Ставки ВГК                                | 26-я армия            |                        |
| 01.12.1941 года | Резерв Ставки ВГК                                | 60-я армия            |                        |
| 01.01.1942 года | Северо-Западный фронт                            | 4-я ударная армия     |                        |
| 01.02.1942 года | Калининский фронт                                | 4-я ударная армия     |                        |
| 01.08.1942 года | Калининский фронт                                |                       |                        |
| 01.10.1942 года | Калининский фронт                                | 4-я ударная армия     |                        |
| 01.11.1943 года | 1-й Прибалтийский фронт                          | 4-я ударная армия     |                        |
| 01.12.1943 года | 1-й Прибалтийский фронт                          | 43-я армия            | 92-й стрелковый корпус |
| 01.07.1944 года | 1-й Прибалтийский фронт                          | 43-я армия            | 60-й стрелковый корпус |
| 01.09.1944 года | 1-й Прибалтийский фронт                          | 51-я армия            | 63-й стрелковый корпус |
| 01.10.1944 года | 1-й Прибалтийский фронт                          | 51-я армия            | 60-й стрелковый корпус |
| 01.11.1944 года | 1-й Прибалтийский фронт                          | 4-я ударная армия     | 60-й стрелковый корпус |
| 01.12.1944 года | 1-й Прибалтийский фронт                          | 61-я армия            | 60-й стрелковый корпус |
| 01.01.1945 года | 3-й Белорусский фронт                            | 2-я гвардейская армия | 60-й стрелковый корпус |
| 01.04.1945 года | 3-й Белорусский фронт (Земландская группа войск) | 2-я гвардейская армия | 60-й стрелковый корпус |
| 01.05.1945 года | 3-й Белорусский фронт                            | 2-я гвардейская армия | 60-й стрелковый корпус |

## Командиры
- генерал-майор Мищенко, Николай Михайлович с 1 сентября 1941 по 9 мая 1944
- полковник Гнедин, Василий Тихонович с 10 мая 1944 по 9 июля 1944
- генерал-майор Горбачёв, Владимир Константинович с 10 июля по 15 июля 1944
- полковник Краснов Николай Иванович с 16 июля 1944 по 31 декабря 1944
- гв. полковник Бирстейн, Евгений Яковлевич с 4 января 1945 по 1 апреля 1946

## Награды и наименования
| Награда (наименование)            | Дата                                                         | За что награждена |
| --------------------------------- | ------------------------------------------------------------ | --- |
| Почётное наименование «Витебская» | Приказ ВГК № 0193 от 10.07.1944 года                         | За отличие в боях с немецкими захватчиками при прорыве Витебского укреплённого района немцев, а также за овладение городом Витебском.                                          |
| Орден Суворова II степени         | Указ Президиума Верховного Совета СССР от 5 апреля 1945 года | За образцовое выполнение боевых заданий командования в боях с немецкими захватчиками при овладении городами Ландсберг, Бартенштайн и проявленные при этом доблесть и мужество. |

Награды частей дивизии:
- 1122-й стрелковый ордена Кутузова[8] полк
- 1124-й стрелковый ордена Александра Невского[9] полк
- 1126-й стрелковый ордена Кутузова[8] полк
- 280-й отдельный истребительно-противотанковый ордена Кутузова[9] дивизион

## Отличившиеся воины дивизии
15 человек стали Героями Советского Союза. Один из них Коротков А. И. похоронен в д. Беляево Велижского района. Погиб он, заслонив свои телом командира младшего лейтенанта Староверова. Было это 6 октября 1943 года уже в Витебской области.
Второй — снайпер Сидоренко И. М., уроженец Смоленской области, получил звание за организацию снайперского движения в Велиже. 10 человек стали Героями за штурм Западной Двины в Витебске. Один из Героев — В. Хазиев был зачислен в 1126 с.п. под Велижем. Стал разведчиком.
- Азимов, Рузи Азимович, красноармеец, наводчик ручного пулемёта 1124-го стрелкового полка.
- Белов, Александр Кузьмич , красноармеец, автоматчик 3-го стрелкового батальона 1124-го стрелкового полка.
- Бреусов, Степан Тихонович, младший лейтенант, командир 1-го взвода 2-й стрелковой роты 1126-го стрелкового полка.
- Гайко, Андрей Самойлович, лейтенант, командир взвода 2-й стрелковой роты 1126-го стрелкового полка.
- Исипин, Александр Иванович, старшина, помощник командира взвода 1124-го стрелкового полка.
- Ковалёв, Николай Кузьмич, гвардии подполковник, командир 1126-го стрелкового полка.
- Кондратенко, Пётр Егорович, красноармеец, сапёр 1122-го стрелкового полка.
- Коротков, Алексей Иванович, красноармеец, пулемётчик 2-го стрелкового батальона 1126-го стрелкового полка.
- Кузнецов, Михаил Тихонович, лейтенант, командир стрелкового взвода 1122-го стрелкового полка.
- Луговской, Николай Петрович, капитан, командир 1-го стрелкового батальона 1124-го стрелкового полка.
- Медведев, Иван Петрович, старшина, помощник командира взвода 7-й стрелковой роты 1124-го стрелкового полка.
- Сидоренко, Иван Михайлович, капитан
- Силантьев, Николай Андреевич, красноармеец, командир отделения 1124-го стрелкового полка.
- Хазиев, Валий Хазиахметович, красноармеец, стрелок 3-й стрелковой роты 1126-го стрелкового полка.
- Шварцман, Моисей Фроимович, майор, заместитель командира стрелкового батальона по политчасти 1124-го стрелкового полка.

 Кавалеры ордена Славы трёх степеней.
- Горячев, Алексей Андреевич, сержант, командир отделения 407 отдельной разведывательной роты.
- Калинин, Константин Михайлович, старший сержант, помощник командира взвода.
- Малкин, Михаил Яковлевич, старшина, начальник направления связи 1124 стрелкового полка.
- Маханьков, Матвей Васильевич, автоматчик 1122-го стрелкового полка приказом по частям 334-й стрелковой дивизии № 016 от 21 февраля 1945 года награждён орденом Славы 3-й степени. Указом Президиума Верховного Совета СССР от 27 февраля 1958 года был перенаграждён орденом Славы 1-й степени[11]
- Салихов, Шайхелислам Гумерович, сержант, командир отделения разведки 407 отдельной разведывательной роты.

## Память
- Музей 334-й стрелковой дивизии был создан студентами и преподавателями Казанского государственного университета.[3]
- Историко-краеведческий музей г. Велижа
- Школьный музей Высокогорской школы № 1
- Школьный музей средней школы № 3 г. Нелидово
- Школьный музей средней школы № 2 г. Велиж
- Школьный музей школы № 1371 г. Москва